# Château d'Épône
Le château d'Épône est un ancien château du XVIIe siècle, détruit en 1944 par l'armée allemande, qui se trouvait au centre d'Épône dans les Yvelines (France). Il n'en reste aujourd'hui que les communs, occupés par le centre culturel municipal et le parc, ouvert au public.
Dans ce château a notamment vécu Hérault de Séchelles (1759-1794), dernier seigneur d'Épône, qui fut député de Seine-et-Oise à la Convention nationale et membre du Comité de salut public aux côtés de Robespierre, et qui mourut guillotiné en 1794.

## Propriétaires successifs
- 1569 : Denis de Fossez

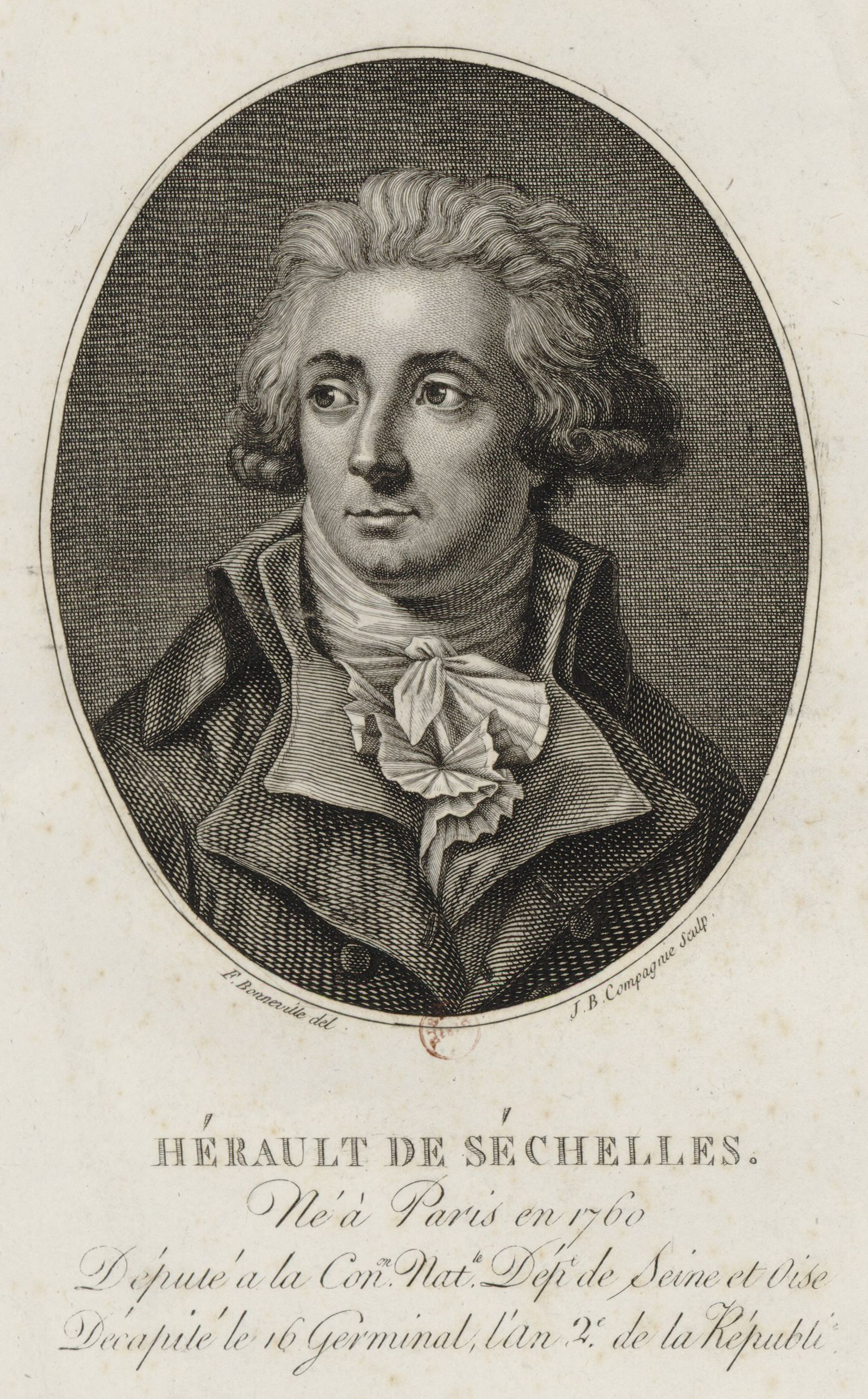
Marie-Jean Hérault de Séchelles

- 1586 : Gabriel de la Vallée-Fossez
- 1636 : Marie de la Vallée-Fossez (épouse d'Henri de Mesmes)
- 1661 : Anne-Armande Marie de la Vallée-Fossez (épouse de Charles II, duc de Créqui)
- 1706 : Louis Hérault
- 1724 : René Hérault
- 1740 : Louise-Adélaïde Hérault (épouse de Claude Henry Feydeau de Marville)
- 1754 : Jean-Baptiste Martin Hérault de Séchelles
- 1759 : Marie Marguerite Magon de la Lande (veuve du précédent)
- ?    : Marie-Jean Hérault de Séchelles
- 1794 : Félix Besnier
- 1842 : Claude Marie Rivet
- 1912 : Maurice Jarry
- 1945 : Max Brusset
- 1981 : commune d'Épône